# Object Management Group
OMG (сокр. от англ. Object Management Group, читается как [о-эм-джи]) — консорциум, занимающийся разработкой и продвижением объектно-ориентированных технологий и стандартов. Это некоммерческое объединение, разрабатывающее стандарты для создания интероперабельных, то есть платформо-независимых, приложений на уровне предприятия. С консорциумом сотрудничает около 800 организаций — крупнейших производителей программного обеспечения.

## История
Основан в 1989 году одиннадцатью компаниями (в том числе Hewlett Packard, Sun Microsystems, Canon, IBM и Apple). Первоначально OMG состояла всего из тринадцати членов. Долгое время будущее стандартов продвигаемых OMG (в первую очередь CORBA) подвергалось сомнению в некоторых кругах. Однако консорциум сейчас включает порядка восьмисот компаний. Среди них не только производители программного обеспечения, но и его потребители. Например American Airlines является одним из основателей OMG.
Некоторое время в консорциуме участвовала корпорация Microsoft. Следствием участия Microsoft в OMG некоторые считают технологию COM и похожесть COM и CORBA.

## Технологии
- BPMN — графическая нотация для моделирования бизнес процессов.
- MDA — концепция модельно ориентированного подхода к разработке программного обеспечения
  - Meta-Object Facility
  - UML — язык графического описания для объектного моделирования
  - XMI — стандарт для обмена метаданными с помощью языка XML.
  - CWM
- CORBA
  - IDL — язык описания интерфейсов
  - IIOP
- DDS
- Object Management Architecture (OMA)